# Grand-Sault (New Brunswick)
Grand Falls (französisch: Grand-Sault) ist eine Stadt im Victoria County in der kanadischen Provinz New Brunswick mit 5329 Einwohnern (Stand: 2016). 2011 betrug die Einwohnerzahl 5595, von denen die Mehrheit französisch sprachen.

## Geografie
Grand Falls wird von der New Brunswick Route 2 im Westen und den Verbindungsstraßen New Brunswick Route 105 und New Brunswick Route 108 im Osten begrenzt. Edmundston befindet sich in einer Entfernung von 55 Kilometern im Nordwesten. Durch den Ort fließt der Saint John River. Die Grenze zum US-Bundesstaat Maine ist nur vier Kilometer vom Stadtzentrum in westlicher Richtung entfernt.

## Geschichte
Akadier, Frankophone Kanadier sowie britische Siedler ließen sich im 19. Jahrhundert in der Gegend am Ufer des Saint John River nieder. Der dort von der Urbevölkerung verwendete Name lautete Chicanekapeag (großer Zerstörer) und bezog sich auf die zuweilen zerstörerische Gewalt des Flusses. Der heutige Name Grand Falls bedeutet „Großer Wasserfall“ und leitet sich von der Tatsache ab, dass das Wasser des Saint John River an dieser Stelle rund 23 Meter in die Tiefe stürzt. Dies hat sich auch das für die Provinz New Brunswick zuständige Energieversorgungsunternehmen NB Power zunutze gemacht, indem es 1959 ein 66 MW Wasserkraftwerk zur Stromgewinnung baute.

## Galerie

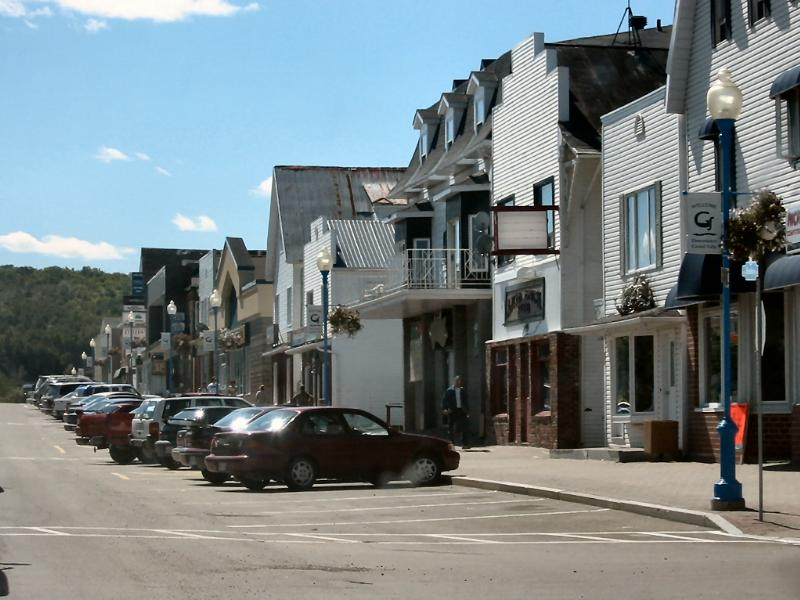
Grand Falls Downtown
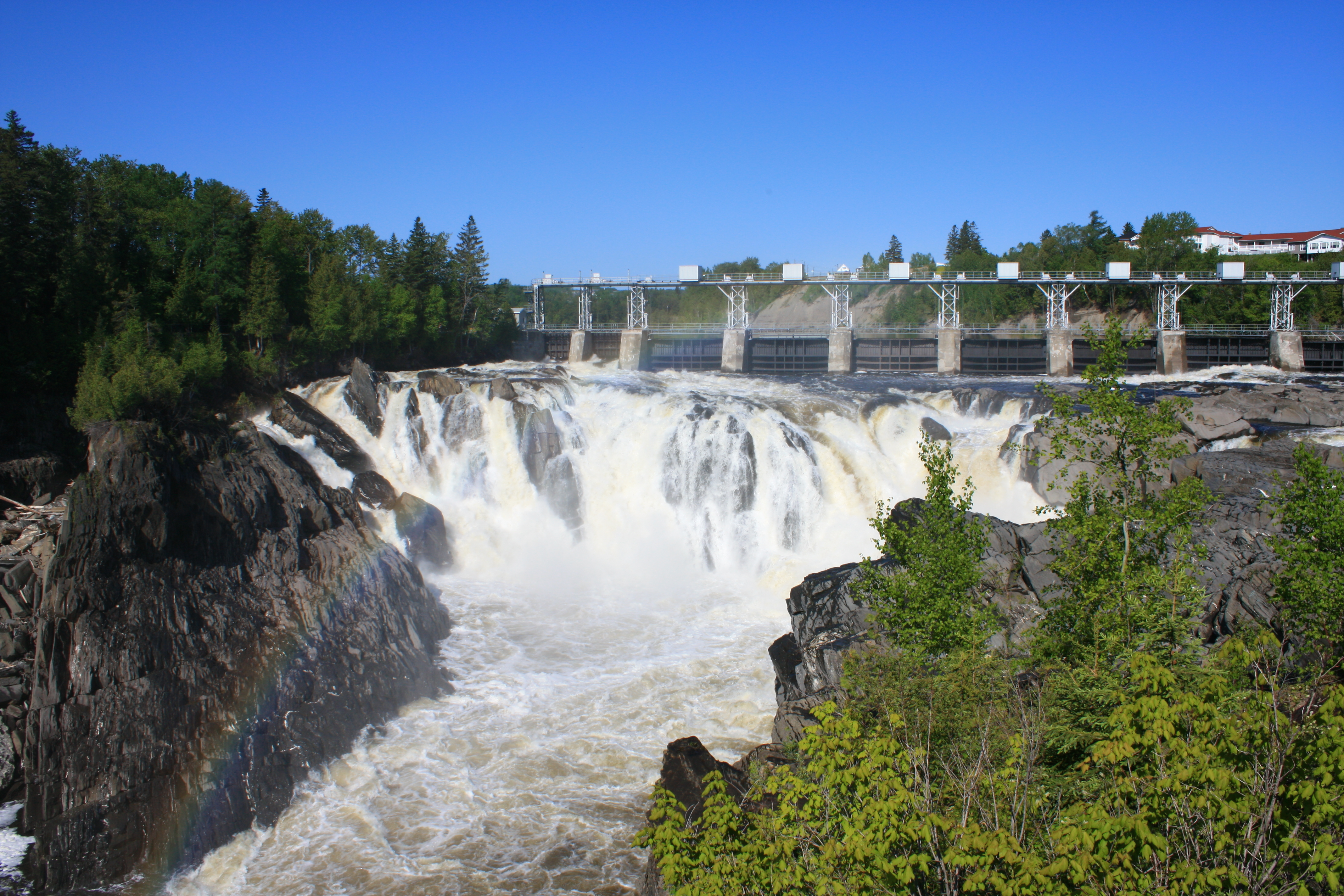
Wasserkraftwerk im Sommer
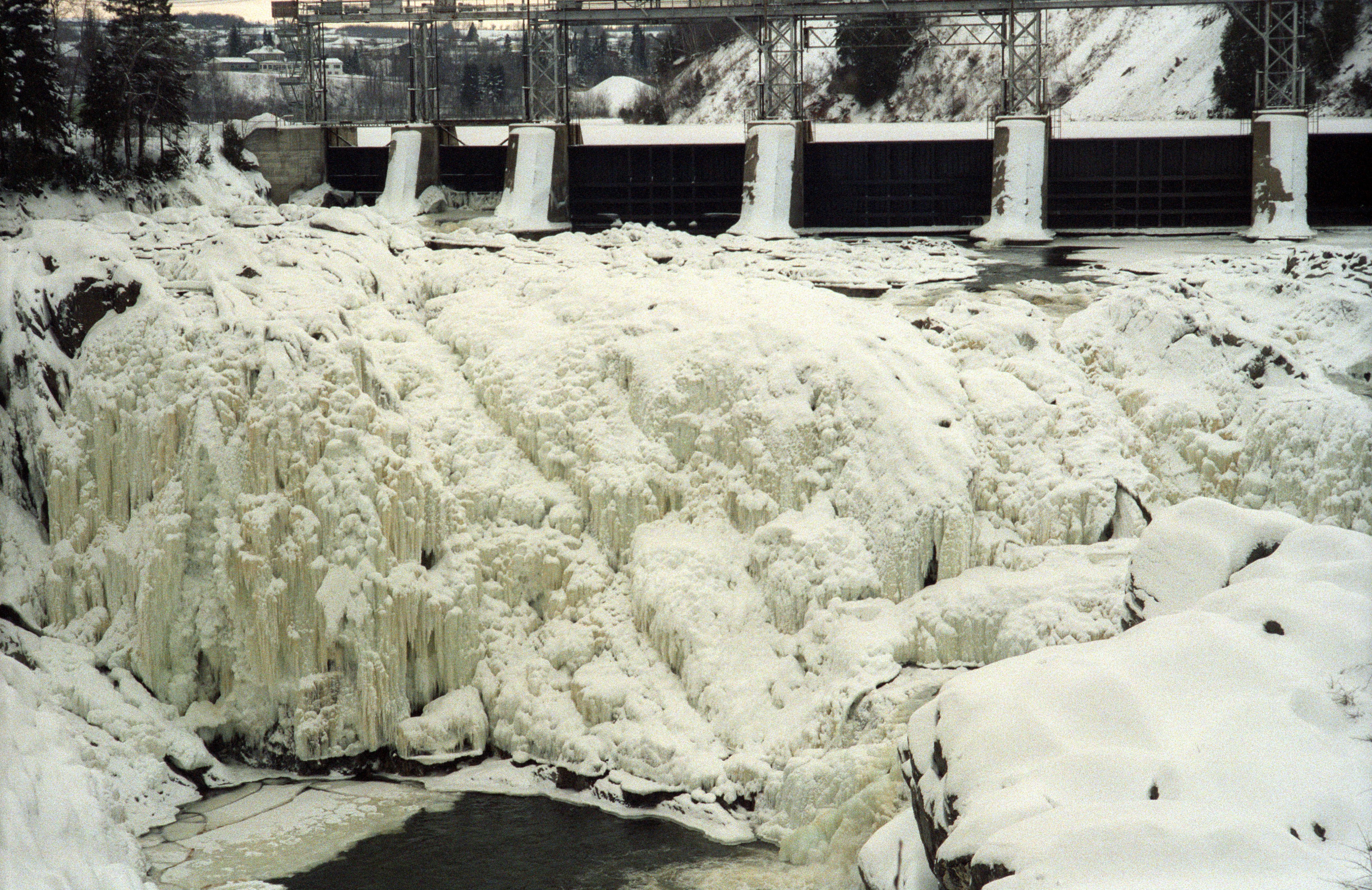
Wasserfall im Winter

## Söhne und Töchter der Stadt
- Patrick Côté (* 1985), Biathlet
- Gerry Ouellette (* 1938), Eishockeyspieler